# 集集綠色隧道

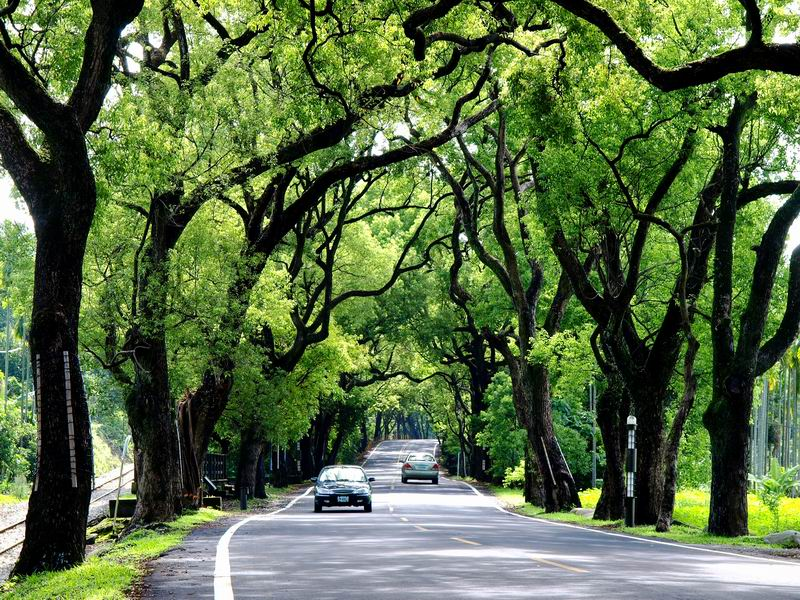
集集綠色隧道

集集綠色隧道位於名間鄉與集集鎮兩鄉鎮之間，綠色隧道全長為4.5公里，兩旁的樟樹皆為日治時期1931年所種植，至今這些樟樹齡已約有60至80歲不等；濃綠茂密的枝葉拱覆成一條綠蔭大道，為集集最具名氣的景觀之一「綠色隧道」。綠色隧道與臺灣鐵路管理局集集線幾乎平行，時有小火車經過，並設置有解說牌、木製涼亭與座椅供民眾休憩，成為旅客前往遊憩之著名景點之一。

## 其他
2021/1/16(六)~2021/2/21(日)南投集集哞幻光影嘉年華，四大展區之一，整個隧道除了有魔幻般的燈光秀，樹上還掛滿了不少星星，讓開車的遊客經過時都會放慢速度欣賞，這難得的景象。（完整的紀錄還原當時的燈光秀360環景）

## 外部連結
1. ↑  .   [2017-11-25]. （原始内容存档于2019-12-05）.
2. ↑  .   [2017-11-25]. （原始内容存档于2021-02-27）.